# Teorema de Liouville (análisis complejo)

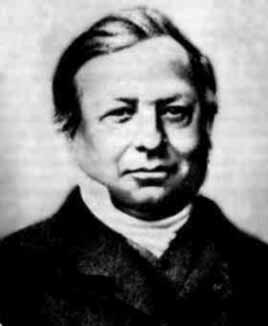
Joseph Liouville

En matemáticas, y en particular en el análisis complejo, el teorema de Liouville, llamado así en honor al matemático Joseph Liouville, afirma que si una función es holomorfa en todo el plano complejo y está acotada, entonces es constante. Nótese que esta afirmación es falsa en los números reales (tómese, por ejemplo, la función {\displaystyle \cos(x)}, que es derivable en toda la recta real y está acotada, pero no es constante).

## Enunciado del teorema
Sea {\displaystyle f:\mathbb {C} \to \mathbb {C} }
una función entera y acotada, es decir, existe {\displaystyle M>0} tal que
{\displaystyle |f(z)|<M\quad \forall z\in \mathbb {C} };
entonces resulta que {\displaystyle f} es constante.
Una versión más general de este teorema afirma que si {\displaystyle f:\mathbb {C} \to \mathbb {C} } es una función entera y si {\displaystyle \forall z\in \mathbb {C} } se tiene que {\displaystyle |f(z)|\leq C+D|z|^{n}}, con {\displaystyle C,\;D>0} para algún {\displaystyle n\in \mathbb {N} _{0}}, entonces {\displaystyle f} debe ser un polinomio de grado a lo más {\displaystyle n}. Como consecuencia directa de lo anterior, si {\displaystyle |f(z)|\leq |p(z)|,\;\forall z\in \mathbb {C} }, con {\displaystyle p(z)\in \mathbb {C} [z]}, un polinomio de grado {\displaystyle n}, entonces {\displaystyle f} es un polinomio de grado a lo más {\displaystyle n}.

## Demostración
La fórmula integral de Cauchy dice que

{\displaystyle f'(z)={\frac {1}{2\pi \,i}}\oint _{|z-\zeta |=r}{\frac {f(\zeta )}{(z-\zeta )^{2}}}d\zeta .}

De modo que

{\displaystyle |f'(z)|\leq {\frac {1}{2\pi }}{\frac {M}{r^{2}}}\,2\pi \,r={\frac {M}{r}}.}

Como podemos elegir {\displaystyle r} tan grande como queramos, concluimos que {\displaystyle f'(z)=0} para todo {\displaystyle z} en {\displaystyle \mathbb {C} }. Finalmente, como {\displaystyle f} está definida sobre un conjunto simplemente conexo, entonces f debe ser constante.

## Teorema de Liouville y teorema fundamental del álgebra
El teorema de Liouville entrega una demostración simple del teorema fundamental del álgebra, es decir, de que todo polinomio no constante a coeficientes en {\displaystyle \mathbb {C} } tiene una raíz en {\displaystyle \mathbb {C} }. La demostración es la siguiente:
Sea {\displaystyle P(z)} un polinomio no constante, y supongamos que no tiene raíces. Luego, como todos los polinomios son funciones enteras, se tiene que {\displaystyle Q(z)={\frac {1}{P(z)}}} resulta ser también una función entera.
Reescribimos (o factorizamos) a {\displaystyle P(z)=a_{n}z^{n}+a_{n-1}z^{n-1}+\ldots +a_{0}=a_{n}z^{n}(1+{\frac {a_{n-1}}{a_{n}z}}+\ldots +{\frac {a_{0}}{a_{n}z^{n}}})=a_{n}z^{n}(1+m(z))}.  Usando un {\displaystyle R} suficientemente grande, de manera que {\displaystyle |z|>R}  cada uno de los términos de {\displaystyle m(z)} será menor que {\displaystyle {\frac {1}{2n}}}.
```
Así 

  

    

      

        

          
|

          

            
1

            
+

            
m

            
(

            
z

            
)

          

          
|

        

        
≥

        

          
|

          

            
1

            
−

            

              
|

            

            
m

            
(

            
z

            
)

            

              
|

            

          

          
|

        

        
>

        

          
|

          

            
1

            
−

            
n

            

              
(

              

                

                  
1

                  

                    
2

                    
n

                  

                

              

              
)

            

          

          
|

        

        
=

        

          

            
1

            
2

          

        

      

    

    
{\displaystyle \left|1+m(z)\right|\geq \left|1-|m(z)|\right|>\left|1-n\left({\frac {1}{2n}}\right)\right|={\frac {1}{2}}}

  

, de donde se desprende 

  

    

      

        

          
|

        

        
Q

        
(

        
z

        
)

        

          
|

        

        
=

        

          
|

          

            

              
1

              

                

                  
a

                  

                    
n

                  

                

                

                  
z

                  

                    
n

                  

                

                
(

                
1

                
+

                
m

                
(

                
z

                
)

                
)

              

            

          

          
|

        

        
≤

        

          

            
2

            

              

                
a

                

                  
n

                

              

              

                
R

                

                  
n

                

              

            

          

        

      

    

    
{\displaystyle |Q(z)|=\left|{\frac {1}{a_{n}z^{n}(1+m(z))}}\right|\leq {\frac {2}{a_{n}R^{n}}}}

  

.
```

Luego {\displaystyle Q(z)} es acotada para {\displaystyle |z|>R}, pero como es continua, también es acotada en el disco {\displaystyle |z|\leq R}. Aplicando el teorema de Liouville, la función {\displaystyle Q(z)} es constante, por lo que {\displaystyle P} también lo será. Eso contradice nuestra hipótesis inicial, y se concluye que entonces {\displaystyle P} debe tener una raíz.
Nótese que se sigue fácilmente que entonces {\displaystyle P} tiene tantas raíces como su grado (contando multiplicidad), pues basta dividir cada vez {\displaystyle P} por {\displaystyle (z-z_{0})}, donde {\displaystyle z_{0}} es la raíz recién encontrada.

## Consecuencias

### Espectro de un operador
Una de las consecuencias interesantes del teorema de Liouville es que el espectro de un operador necesariamente es un conjunto no vacío. Para verlo, veamos que el hecho de que fuera vacío contradice el teorema de Liouville. Si dicho espectro fuera vacío entonces la norma de la función resolvente:

{\displaystyle \rho :\mathbb {C} \longrightarrow \mathbb {C} \qquad \lambda \mapsto \rho _{\lambda }=\|(\lambda I-B)^{-1}\|}

Donde {\displaystyle B\;} es un operador acotado de un espacio de Banach, estaría definida en todo el plano complejo y sería holomorfa y acotada. Y eso implica que la función sería constante por el teorema de Liouville. Y dado que:

{\displaystyle \lim _{\lambda \to \infty }\rho _{\lambda }=0}

Por ser constante, tendría que ser 0 en todos sitios y eso contradiría el hecho de que el resolvente sea un operador lineal acotado.